# Sudra (lligadura)

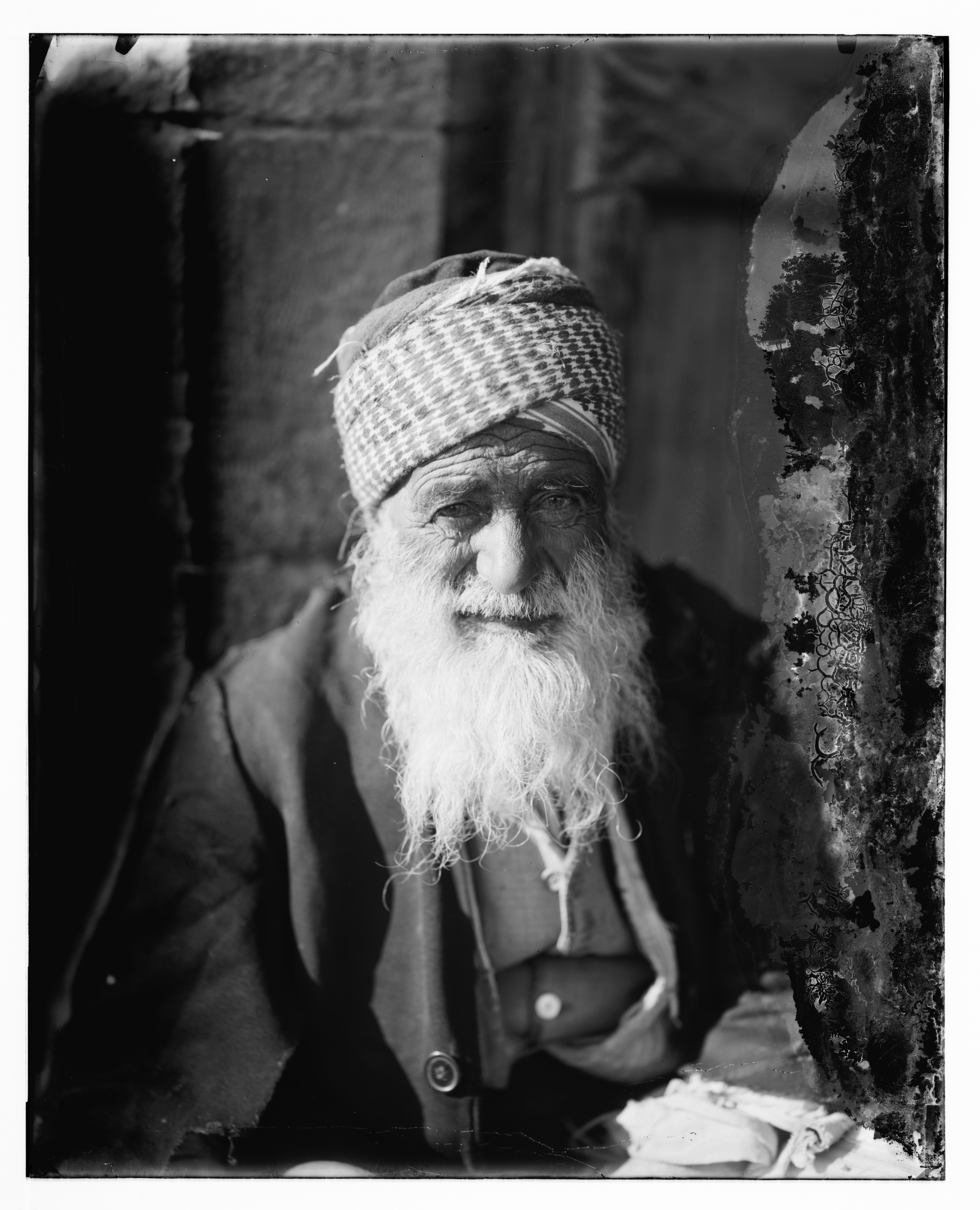
Jueu iemenita amb la kuffiya, anomenada sudra pels jueus.

La sudra (en hebreu i arameu סודרא, sudara) és una lligadura antiga tradicional dels jueus.

## Etimologia
El terme sudra és arameu i deriva de la paraula llatina sudarium, que significa tela o mocador.

## Història
Es creu que la sudra té milers d'anys i se'n fa referència a la Bíblia. Els hebreus antics solien portar un barret que era similar a un keffiyeh o un turbant. Com a tal, hi ha moltes maneres de lligar la tela per fer aquests diferents dissenys. La sudra ha estat esmentada directament o indirectament en molts dels texts religiosos antics del judaisme, incloent el Talmud de Babilònia. Diversos targums o traductors han interpretat diferents paraules al Llibre de Ruth com «la kufiyya dels jueus.» En la tradició jueva, la sudra era una bufanda enrotllada al voltant del coll. També hi ha proves de jueus que porten la sudra sobre els seus caps com un keffiyeh o un turbant al Talmud Babilònic :Tractate Berakhot.

## La desaparició de lasudrade les comunitats jueves
Hi ha nombroses raons per les quals les sudres han caigut en desús entre els jueus moderns. Segons Benny Katz de la Zionist Freedom Alliance (ZFA):
"En els temps antics, era comú que els jueus usessin Keffiyot, però la conquesta de la regió per les tribus islàmiques va portar amb ella una sèrie de lleis que van donar als musulmans una posició superior en la societat, sense que es pogués construir una sinagoga superior a les mesquites i Els jueus no podien viatjar a sobre dels animals per por que semblarien més alts que els musulmans, ja que el keffiyeh va ser vist com la corona dels àrabs i el seu portador va ser atribuït a un estatut honorable, no es prohibia als musulmans portar aquestes peces.”